# Micralsopsis
Micralsopsis là một chi rêu trong họ Pterobryaceae.